# Иванов, Александр Фёдорович (врач)
Александр Фёдорович Иванов (1867—1935) — врач-отоларинголог, профессор Императорского Московского университета и МГУ. Заслуженный деятель науки РСФСР (1934).

## Биография
Происходил из мещан. Родился в Ростове-на-Дону в 1867 году, по одним сведениям 11 декабря, по другим — 16 декабря. Окончил с золотой медалью Ростовскую гимназию (1886), а затем физико-математический (1890) и медицинский (1893) факультеты Московского университета, получил диплом врача с отличием. Студентом проявлял интерес к хирургии и обратил на себя внимание Н. В. Склифосовского, предложившего Иванову работать в хирургической клинике. Однако в силу материального положения Иванов должен был вынужден работать врачом железнодорожной больницы на станции Тихорецкой Владикавказской железной дороги, постепенно собирая материал для диссертации. Вернувшись в 1900 году в Москву, под руководством Г. Н. Габричевского обработав собранный материал, защитил докторскую диссертацию «Лечение малярии метиленовой синькой» (М.: т-во «Печатня С. П. Яковлева», 1901. — [4], 229 с., 1 л. цв. ил.: граф).
Одновременно, он изучал в качестве экстерна в клинике имени Ю. И. Базановой Московского университета оториноларингологию; с 1902 года был в ней штатным ассистентом, с 1903 года — приват-доцент; читал курс по оперативной ЛОР-хирургии. В 1911 году стал профессором московских Высших женских курсов, но в 1913 году вернулся в Московский университет; с 1914 года в качестве экстраординарного профессора возглавил ЛОР-кафедру и клинику — до конца своей жизни (с 1918 года кафедра входила в состав медицинского факультета 1-го МГУ, с 1930 года — 1-го Московского медицинского института).
А. Ф. Иванов стал основоположником хирургического направления в отоларингологии. «Он является автором 77 научных работ,в том числе направленных на разработку и усовершенствование оперативных вмешательств на околоносовых пазухах, ухе, гортани». Им был предложен оригинальный метод операции на луковице ярёмной вены при её тромбозах; он разработал новую методику операции и последующего лечения хронического стеноза гортани. Вместе с сотрудниками кафедры он составил компактный учебник: Краткое руководство по болезням носа, горла и уха / Проф. 1 МГМИ А. Ф. Иванов, проф. 1 МГМИ К. А. Орлеанский, проф. 1 МГМИ Л. Д. Работнов. — М.; Л.: Огиз - Гос. мед. изд-во, 1931 (9-я тип. Мособлполиграф). — 284 с. (2-е изд. — М.: Гос. мед. изд-во, 1933. — 299 с.)
А. Ф. Иванов был одним из руководителей отоларингологических секций на Пироговских съездах и организатором 1-го Всероссийского съезда врачей-отоларингологов (1908); состоял председателем Московского научного отоларингологического общества. В 1934 году ему было присвоено почётное звание Заслуженного деятеля науки РСФСР.
Умер в Москве 8 января 1935 года.